# Jan Behrmann

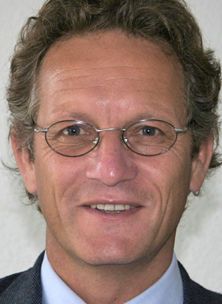
Jan Behrmann

Jan Behrmann, vollständig Jan Hinrich Behrmann (* 23. Februar 1953 in Ingolstadt) ist ein deutscher Geologe und Hochschullehrer.

## Wissenschaftliche Laufbahn
Jan Behrmann studierte Geologie in Erlangen und schloss sein Studium 1978 mit dem Diplom ab. 1979 wurde er bei der Esso Erz GmbH, Nürnberg als Geologe eingestellt. Im selben Jahr erhielt er die „Florey European Studentship“ des Queens’s College, Oxford in England und blieb dort bis 1982. Von 1982 bis 1984 war er Projektgeologe für BP Minerals International plc, London, England. Im Jahre 1983 erhielt er die Doktorwürde der Philosophie an der University of Oxford, England. Zwischen 1984 und 1986 war er wissenschaftlicher Mitarbeiter an der Universität Tübingen, von 1986 bis 1995 Mitglied im Akademischen Rat an der Universität Gießen und wurde schließlich 1995 Professor für Geologie an der Albert-Ludwigs-Universität Freiburg. Seit 2006 ist Jan Behrmann Professor für Marine Geodynamik am IFM-Geomar (heute: GEOMAR Helmholtz-Zentrum für Ozeanforschung Kiel) und an der Christian-Albrechts-Universität zu Kiel sowie Mitglied im Exzellenzcluster „Ozean der Zukunft“. 2018 bis 2020 war er Präsident des Dachverbands der Geowissenschaften.

## Ehrungen und Auszeichnungen
- 1979: Florey European Studentship, Queens’s College, Oxford, England[1]
- 1987: Albert Maucher-Preis – Geologie

## Forschungsprojekte
- 2004–2008 PetroTec, Petrographie, Ursprung und geotechnische Eigenschaften von Sedimenten im Chile Trench. (TIPTEQ-Verbundprojekt)
- 2006–2008 DFG-SFB 574, Subduction Factory (Mechanismen der Subduktion), TP A1: Tektonik, Fluidströmung und Hangstabilität sichtbar gemacht durch multiskalige Abbildungsmethoden.
- 2006–2009 FastSed, Gefüge, Festigkeit und physikalische Eigenschaften von jungen Sedimenten, Ursa- und Brazos-Trinity Becken, Golf von Mexiko. Laborstudie im Rahmen des SSP „Integrated Ocean Drilling Program IODP/ODP“
- 2008–2010 Bestimmung von Gesteinstexturen durch Neutronendiffraktion und die Beziehung zu petrophysikalischen Gesteinseigenschaften. Entwicklung und Einsatz eines Neutronen-Textur-Diffraktometers am IBR-2 Reaktor, Dubna, Russland.[1]

## Ausgewählte Publikationen
- R. Speckbacher, J. H. Behrmann, T. J. Nagel, M. Stipp, J. Mahlke: Fluid flow and metasomatic fault weakening in the Moresby Seamount detachment, Woodlark Basin, offshore Papua New Guinea. In: Geochemistry Geophysics Geosystems. Band 13, Nr. 11, 2012, Q11016. doi:10.1029/2012GC004407.
- B. Nivière, A. Bruestle, G. Bertrand, S. Carretier, J. H. Behrmann, J. C. Gourry: Active tectonics of the southeastern Upper Rhine Graben, Freiburg area (Germany). In: Quaternary Science Reviews. Band 27, 2008, S. 541–555. doi:10.1016/j.quascirev.2007.11.018.
- S. M. Agar, D. J. Prior, J. H. Behrmann: Back-scattered electron imagery of the tectonic fabrics of some fine-grained sediments : implications for fabric nomenclature and deformation processes. In: Geology. Band 17, 1989, S. 901–904. doi:10.1130/0091-7613(1989)017<0901:BSEIOT>2.3.CO;2.